# 朗尼·畢格斯
朗尼·畢格斯（Ronald Arthur "Ronnie" Biggs，1929年8月8日—2013年12月18日）是英國罪犯，曾參與1963年火車大劫案。1965年，朗尼·畢格斯從監獄脫逃，逃亡長達36年，並製造出各種宣傳噱頭。
1969年，英國警方追蹤朗尼·畢格斯到墨爾本，但畢格斯早一步逃到巴西。他在里約投資足球俱樂部，成為名流。
2001年，他回到了英國，進入監獄服役，之後他的健康狀況急劇下降。
英國政府在2009年8月6日以「憐憫」為由釋放朗尼·畢格斯，2013年12月朗尼·畢格斯在養老院去世。

## 外部連結
- Biggs' own web site
- Guardian photo gallery of Biggs （页面存档备份，存于）
- "The Big One: Ronald Biggs and the Great Train Robbery", Crime Library